# ستيفن ساينز
ستيفن ساينز (بالإسبانية: Stephen Saenz) هو منافس ألعاب قوى مكسيكي، ولد في 23 أغسطس 1990 في ماكالين في الولايات المتحدة.

## وصلات خارجية
- ستيفن ساينز على موقع الاتحاد الدولي لألعاب القوى (الإنجليزية)
- ستيفن ساينز على موقع أوليمبيديا (الإنجليزية)